# Medaliści Letnich Igrzysk Olimpijskich 1904
Medaliści Letnich Igrzysk Olimpijskich 1904 – na Letnich Igrzyskach Olimpijskich w 1904 roku w Saint Louis zawodnicy konkurowali w 18 dyscyplinach (94 konkurencje).
Rozdano 280 medali w tym 96 złotych, 92 srebrne i 92 brązowe.

## Boks
| Konkurencja     | Złoto           | Srebro            | Brąz                          |
| do 47,6 kg      | George Finnegan | Miles Burke       | startowało tylko 2 zawodników |
| do 52,2 kg      | Oliver Kirk     | George Finnegan   | startowało tylko 2 zawodników |
| do 56,7 kg      | Oliver Kirk     | Frank Haller      | Frederick Gilmore             |
| do 61,2 kg      | Harry Spanjer   | Russell van Horn  | Peter Sturholdt               |
| do 65,8 kg      | Albert Young    | Harry Spanjer     | Joseph Lydon                  |
| do 71,7 kg      | Charles Mayer   | Benjamin Spradley | startowało tylko 2 zawodników |
| powyżej 71,7 kg | Samuel Berger   | Charles Mayer     | William Michaels              |

Jack Egan zdobył srebrny medal w wadze do 61,2 kg oraz brązowy w wadze do 65,8 kg. Jednakże w listopadzie 1905 r. został zdyskwalifikowany.

## Gimnastyka
| Konkurencja                           | Złoto                                         | Srebro                                  | Brąz                                            |
| Wielobój gimnastyczno-lekkoatletyczny | Julius Lenhart                                | Wilhelm Weber                           | Adolf Spinnler                                  |
| Trójbój gimnastyczny                  | Adolf Spinnler                                | Julius Lenhart                          | Wilhelm Weber                                   |
| Czwórbój                              | Anton Heida                                   | George Eyser                            | William Merz                                    |
| Wielobój drużynowo                    | Stany Zjednoczone · Philadelphia Turngemeinde | Stany Zjednoczone · New York Turnverein | Stany Zjednoczone · Central Turnverein, Chicago |
| Ćwiczenia na poręczach                | George Eyser                                  | Anton Heida                             | John Duha                                       |
| Ćwiczenia na drążku                   | Anton Heida Edward Hennig                     |                                         | George Eyser                                    |
| Skok przez konia wzdłuż               | George Eyser Anton Heida                      |                                         | William Merz                                    |
| Ćwiczenia na koniu wszerz             | Anton Heida                                   | George Eyser                            | William Merz                                    |
| Ćwiczenia na kółkach                  | Herman Glass                                  | William Merz                            | Emil Voigt                                      |
| Wspinaczka po linie                   | George Eyser                                  | Charles Krause                          | Emil Voigt                                      |
| Ćwiczenia z maczugami                 | Edward Hennig                                 | Emil Voigt                              | Ralph Wilson                                    |

## Golf
| Konkurencja   | Złoto | Srebro | Brąz |
| Indywidualnie | George Lyon | Chandler Egan | Burt McKinnie Francis Newton |
| Drużynowo     | Stany Zjednoczone · Western Golf Association Edward Cummins · Kenneth Edwards · Chandler Egan · Walter Egan · Robert Hunter · Nathaniel Moore · Mason Phelps · Daniel Sawyer · Clement Smoot · Warren Wood | Stany Zjednoczone · Trans-Mississippi Golf Association John Cady · Albert Lambert · John Maxwell · Burt McKinnie · Ralph McKittrick · Francis Newton · Henry Potter · Frederick Semple · Stuart Stickney · William Stickney | Stany Zjednoczone · United States Golf Association Douglass Cadwallader · Jesse Carleton · Harold Fraser · Arthur Hussey · Orus Jones · Allen Lard · George Oliver · Simeon Price · John Rahm · Harold Weber |

## Kolarstwo
| Konkurencja | Złoto          | Srebro           | Brąz             |
| 1/4 mili    | Marcus Hurley  | Burton Downing   | Teddy Billington |
| 1/3 mili    | Marcus Hurley  | Burton Downing   | Teddy Billington |
| 1/2 mili    | Marcus Hurley  | Teddy Billington | Burton Downing   |
| 1 mila      | Marcus Hurley  | Burton Downing   | Teddy Billington |
| 2 mile      | Burton Downing | Oscar Goerke     | Marcus Hurley    |
| 5 mil       | Charles Schlee | George Wiley     | Arthur Andrews   |
| 25 mil      | Burton Downing | Arthur Andrews   | George Wiley     |

## Lacrosse
| Konkurencja | Złoto | Srebro | Brąz |
| Lacrosse    | Kanada Shamrock Lacrosse Team - Eli Blanchard - William Brennagh - George Bretz - William Burns - George Cattanach - George Cloutier - Sandy Cowan - Jack Flett - Benjamin Jamieson - Stuart Laidlaw - Hilliard Lyle - Lawrence Pentland | Stany Zjednoczone St. Louis Amateur Athletic Association - Hugh Grogan - J.W. Dowling - W.R. Gibson - Tom Hunter - William Murphy - William Partridge - George Passmore - William Passmore - W.J. Ross - Jack Sullivan - Albert Venn - A.M. Woods | Kanada Mohawk Indians - Black Hawk - Black Eagle - Almighty Voice - Flat Iron - Spotted Tail - Half Moon - Lightfoot - Snake Eater - Red Jacket - Night Hawk - Man Afraid Soap - Rain in Face |

## Lekkoatletyka
| Konkurencja                        | Złoto                                                                                                 | Srebro                                                                                        | Brąz                |
| Bieg na 60 metrów                  | Archie Hahn                                                                                           | William Hogenson                                                                              | Fay Moulton         |
| Bieg na 100 metrów                 | Archie Hahn                                                                                           | Nathaniel Cartmell                                                                            | William Hogenson    |
| Bieg na 200 metrów                 | Archie Hahn                                                                                           | Nathaniel Cartmell                                                                            | William Hogenson    |
| Bieg na 400 metrów                 | Harry Hillman                                                                                         | Frank Waller                                                                                  | Herman Groman       |
| Bieg na 800 metrów                 | Jim Lightbody                                                                                         | Howard Valentine                                                                              | Emil Breitkreutz    |
| Bieg na 1500 metrów                | Jim Lightbody                                                                                         | William Verner                                                                                | Lacey Hearn         |
| Maraton                            | Thomas Hicks                                                                                          | Albert Corey                                                                                  | Arthur Newton       |
| Bieg na 110 metrów przez płotki    | Frederick Schule                                                                                      | Thaddeus Shideler                                                                             | Lesley Ashburner    |
| Bieg na 200 m przez płotki         | Harry Hillman                                                                                         | Frank Castleman                                                                               | George Poage        |
| Bieg na 400 m przez płotki         | Harry Hillman                                                                                         | Frank Waller                                                                                  | George Poage        |
| Bieg na 2590 metrów z przeszkodami | Harry Hillman                                                                                         | Frank Waller                                                                                  | George Poage        |
| Bieg na 4 mile drużynowo           | Stany Zjednoczone · Arthur Newton · George Underwood · Paul Pilgrim · Howard Valentine · David Munson | Drużyna mieszana · Jim Lightbody · William Verner · Lacey Hearn · Albert Corey · Sidney Hatch | Nie przyznawano     |
| Skok w dal                         | Myer Prinstein                                                                                        | Daniel Frank                                                                                  | Robert Stangland    |
| Trójskok                           | Myer Prinstein                                                                                        | Frederick Engelhardt                                                                          | Robert Stangland    |
| Skok wzwyż                         | Samuel Jones                                                                                          | Garrett Serviss                                                                               | Paul Weinstein      |
| Skok o tyczce                      | Charles Dvorak                                                                                        | LeRoy Samse                                                                                   | Louis Wilkins       |
| Skok w dal z miejsca               | Ray Ewry                                                                                              | Charles King                                                                                  | John Biller         |
| Trójskok z miejsca                 | Ray Ewry                                                                                              | Charles King                                                                                  | Joseph Stadler      |
| Skok wzwyż z miejsca               | Ray Ewry                                                                                              | Joseph Stadler                                                                                | Lawson Robertson    |
| Pchnięcie kulą                     | Ralph Rose                                                                                            | Wesley Coe                                                                                    | Lawrence Feuerbach  |
| Rzut dyskiem                       | Martin Sheridan                                                                                       | Ralph Rose                                                                                    | Nikolaos Jeorgandas |
| Rzut młotem                        | John Flanagan                                                                                         | John DeWitt                                                                                   | Ralph Rose          |
| Rzut ciężarem                      | Étienne Desmarteau                                                                                    | John Flanagan                                                                                 | James Mitchel       |
| Trójbój                            | Max Emmerich                                                                                          | John Grieb                                                                                    | William Merz        |
| All-around (dziesięciobój)         | Tom Kiely                                                                                             | Adam Gunn                                                                                     | Truxtun Hare        |

## Łucznictwo
| Konkurencja                    | Złoto             | Srebro            | Brąz              |
| Double York Round mężczyzn     | George Bryant     | Robert Williams   | William Thompson  |
| Double American Round mężczyzn | George Bryant     | Robert Williams   | William Thompson  |
| drużynowo mężczyźni            | Stany Zjednoczone | Stany Zjednoczone | Stany Zjednoczone |
| Double National Round kobiet   | Matilda Howell    | Emma Cooke        | Eliza Pollock     |
| Double Columbia Round kobiet   | Matilda Howell    | Emma Cooke        | Eliza Pollock     |
| drużynowo kobiety              | Stany Zjednoczone |                   |                   |

## Piłka nożna
| Konkurencja | Złoto                       | Srebro                                                    | Brąz                                      |
| Piłka nożna | Kanada · Galt Football Club | Stany Zjednoczone · Christian Brothers’ College St. Louis | Stany Zjednoczone · St. Rose of St. Louis |

## Piłka wodna
| Konkurencja | Złoto | Srebro | Brąz |
| Piłka wodna | Stany Zjednoczone · New York Athletic Club · David Bratton · George Van Cleaf · Leo Goodwin · Louis Handley · David Hesser · Joseph Ruddy · James Steen | Stany Zjednoczone · Chicago Athletic Association · Rex Beach · Jerome Steever · Edwin Swatek · Charles Healy · Frank Kehoe · David Hammond · William Tuttle | Stany Zjednoczone · Missouri Athletic Club · John Meyers · Manfred Toeppen · Gwynne Evans · Amedee Reyburn · Fred Schreiner · Augustus Goessling · William Orthwein |

## Pływanie
| Konkurencja                   | Złoto | Srebro | Brąz |
| 50 jardów stylem dowolnym     | Zoltán Halmay                                                                                              | Scott Leary                                                                                                  | Charles Daniels                                                                                               |
| 100 jardów stylem dowolnym    | Zoltán Halmay                                                                                              | Charles Daniels                                                                                              | Scott Leary                                                                                                   |
| 220 jardów stylem dowolnym    | Charles Daniels                                                                                            | Francis Gailey                                                                                               | Emil Rausch                                                                                                   |
| 440 jardów stylem dowolnym    | Charles Daniels                                                                                            | Francis Gailey                                                                                               | Otto Wahle |
| 880 jardów stylem dowolnym    | Emil Rausch                                                                                                | Francis Gailey                                                                                               | Géza Kiss |
| 1 mila stylem dowolnym        | Emil Rausch                                                                                                | Géza Kiss | Francis Gailey                                                                                                |
| 100 jardów stylem grzbietowym | Walter Brack                                                                                               | Georg Hoffmann                                                                                               | Georg Zacharias                                                                                               |
| 440 jardów stylem klasycznym  | Georg Zacharias                                                                                            | Walter Brack                                                                                                 | Henry Jamison Handy                                                                                           |
| 4 × 50 jardów stylem dowolnym | Stany Zjednoczone · The New York Athletic Club · Joe Ruddy · Leo Goodwin · Louis Handley · Charles Daniels | Stany Zjednoczone · Chicago Athletic Association · David Hammond · Bill Tuttle · Hugo Goetz · Raymond Thorne | Stany Zjednoczone · Missouri Athletic Club · Amedee Reyburn · Gwynne Evans · Marquard Schwarz · Bill Orthwein |

## Podnoszenie ciężarów
| Konkurencja | Złoto            | Srebro            | Brąz         |
| Wielobój    | Oskar Osthoff    | Frederick Winters | Frank Kugler |
| Oburącz     | Perikles Kakusis | Oscar Osthoff     | Frank Kugler |

## Przeciąganie liny
| Konkurencja       | Złoto | Srebro | Brąz |
| Przeciąganie liny | Stany Zjednoczone Milwaukee Athletic Club Patrick Flanagan · Sidney Johnson · Oscar Olson · Conrad Magnusson · Henry Seiling | Stany Zjednoczone Southwest Turnverein of St. Louis No. 1 Max Braun · Gus Rodenberg · Chuck Rose · William Seiling · Orin Upshaw | Stany Zjednoczone Southwest Turnverein of St. Louis No. 2 Oscar Friede · Charles Haberkorn · Harry Jacobs · Frank Kugler · Charles Thias · |

## Roque
| Konkurencja | Złoto           | Srebro         | Brąz          |
| Roque       | Charles Jacobus | Smith Streeter | Charles Brown |

## Skoki do wody
| Konkurencja               | Złoto          | Srebro         | Brąz        |
| Trampolina                | George Sheldon | Georg Hoffmann | Frank Kehoe |
| Skok do wody na odległość | William Dickey | Edgar Adams    | Leo Goodwin |

## Szermierka
| Konkurencja      | Złoto                                                                | Srebro                                                             | Brąz                         |
| Floret           | Ramón Fonst                                                          | Albertson Van Zo Post                                              | Charles Tatham               |
| Floret drużynowo | Drużyna mieszana · Ramón Fonst · Albertson Van Zo Post · Manuel Díaz | Stany Zjednoczone · Charles Tatham · Charles Townsend · Arthur Fox | Tylko 2 drużyny wystartowały |
| Szpada           | Ramón Fonst                                                          | Charles Tatham                                                     | Albertson Van Zo Post        |
| Szabla           | Manuel Díaz                                                          | William Grebe                                                      | Albertson Van Zo Post        |
| Walka na kije    | Albertson Van Zo Post                                                | William O’Connor                                                   | William Grebe                |

## Tenis ziemny
| Konkurencja    | Złoto                      | Srebro                     | Brąz                                               |
| Gra pojedyncza | Beals Wright               | Robert LeRoy               | Alphonzo Bell Edgar Leonard                        |
| Gra podwójna   | Beals Wright/Edgar Leonard | Robert LeRoy/Alphonzo Bell | Joseph Wear/Allen West Clarence Gamble/Arthur Wear |

## Wioślarstwo
| Konkurencja          | Złoto                         | Srebro                        | Brąz                          |
| Jedynka              | Frank Greer                   | James Juvenal                 | Constance Titus               |
| Dwójka podwójna      | John Mulcahy / William Varley | Jamie McLoughlin / John Hoben | Joseph Ravannack / John Wells |
| Dwójka bez sternika  | Robert Farnan / Joseph Ryan   | John Mulcahy / William Varley | John Joachim / Joseph Buerger |
| Czwórka bez sternika | Stany Zjednoczone             | Stany Zjednoczone             | Stany Zjednoczone             |
| Ósemka               | Stany Zjednoczone             | Kanada                        | Nie przyznano                 |

## Zapasy
| Konkurencja                     | Złoto             | Srebro          | Brąz                 |
| Kategoria papierowa (47,63 kg)  | Robert Curry      | John Hein       | Gustav Thiefenthaler |
| Kategoria musza (52,16 kg)      | George Mehnert    | Gustav Bauer    | William Nelson       |
| Kategoria kogucia (56,70 kg)    | Isidor Niflot     | August Wester   | Louis Strebler       |
| Kategoria piórkowa (61,24 kg)   | Benjamin Bradshaw | Theodore McLear | Charles Clapper      |
| Kategoria lekka (65,27 kg)      | Otto Roehm        | Rudolph Tesiny  | Albert Zirkel        |
| Kategoria półśrednia (71,67 kg) | Charles Ericksen  | William Beckman | Jerry Winholtz       |
| Kategoria ciężka (71,67+ kg)    | Bernhoff Hansen   | Frank Kugler    | Fred Warmboldt       |